# Jackie Woodburne
Jackie Woodburne (Carrickfergus, Condado de Antrim; 5 de febrero de 1956) es una actriz británico-australiana, conocida por interpretar a Susan Kennedy en la serie australiana Neighbours. Susan es uno de los personajes más queridos del público; el 22 de marzo de 2007 se convirtió en el personaje femenino en aparecer más tiempo en la serie.

## Biografía
Susan es hija de Jim y tiene dos hermanos mayores Stephen, un director de escuela y John, un policía inspector en jefe de Australia. A los tres años Jackie emigró de Whitehead, Irlanda del Norte a Australia, donde su padre era miembro del Royal Ulster Constabulary. (en español: Real Policía de Ulster).
En 1980 se graduó del National Theatre Drama School, un año después que su compañera la actriz Janet Andrewartha, con quien ahora comparte créditos en Neighbours.
Es muy buena amiga del actor Alan Fletcher, quien interpreta a su esposo Karl Kennedy en Neighbours, anteriormente Jackie y Alan habían trabajado juntos en la serie de 1970, Cop Shop, donde sus personajes Gina y Frank Rossi eran hermanos.

## Carrera
En 1981 interpretó a Josie Von Flugel en la miniserie australiana Outbreak of Love, donde trabajó con Rowena Wallace y Lawrence Held. Ese mismo año interpretó a la enfermera Maggie Gordon en la serie The Young Doctors y apareció en series como Skyways y en The Patchwork Hero donde interpretó a Marie.
En 1982 apareció en la serie de acción y drama Cop Shop, donde interpretó a Gina Rossi, la hermana de Frank. Ese mismo año tuvo una pequeña aparición en la serie Sons and Daughters, donde apareció en flashbacks como Patricia Dunne.
En 1983 apareció por primera vez en la serie A Country Practice, donde interpretó a Deborah Koonig; posteriormente regresó entre 1983 y 1991 interpretando a dos personajes diferentes, Sarah Biggs y Kate Bartlett, respectivamente.
De 1985 a 1986 apareció en la serie Prisoner donde interpretó a Julie "Chook" Egbert, Julie fue transferida a la penitensiaria Wentworth después del incendio en donde murió Bea Smith. Jackie escribió un poema llamado Julie's Poem, el cual leyó durante el episodio 582.
En 1994 apareció como invitada en un episodio de la serie Law of the Land donde interpretó a Meg Porter.
En 1994 se unió al elenco de la exitosa serie australiana Neighbours, donde interpretó a Susan Kennedy, hasta la actualidad. Susan es esposa de Karl Kennedy y madre de Malcolm, Libby & Billy Kennedy. Por su interpretación fue nominada a un premio Rose d'Or en la categoría de mejor actuación femenina en una telenvela, sin embargo el premio se lo llevó la actriz inglesa Lesley-Anne Down. Su papel de Susan, ha obtenido la membresía de honor de Lady Margaret Hall, Oxford; mientras que Jackie se ha convertido en miembro honorario del Junior Common Room de St Hilda's College, Oxford.
En marzo del 2014 se anunció que Jackie aparecería en la comedia Night Terrace donde dará vida a Anastasia Black, una científica que solía salvar al mundo como parte de una organización secreta del gobierno y que ahora quiere una vida tranquila en los suburbios.

## Filmografía

### Series de Televisión
| Año              | Título                 | Personaje         | Notas                             |
| ---------------- | ---------------------- | ----------------- | --------------------------------- |
| 1994 - presente  | Neighbours             | Susan Kennedy     | 2,010 episodios                   |
| 2014             | Neighbours vs. Zombies | Susan Kennedy     | 3 episodios - miniserie           |
| 1994             | Law of the Land        | Meg Porter        | episodio "Death Before Dying"     |
| 1983, 1984, 1991 | A Country Practice     | Varios Personajes | 5 episodios                       |
| 1987             | The Flying Doctors     | Elaine Dermody    | episodio "Keeping Up Appearances" |
| 1985 - 1986      | Prisoner               | Julie Egbert      | 89 episodios                      |
| 1985             | Special Squad          | Sharon            | episodio "Mates"                  |
| -                | Carson's Law           | Hideous Nights    | -                                 |
| 1982             | Cop Shop               | Gina Rossi        | tv serie                          |
| 1982             | 1915                   | Dianna Bendetto   | miniserie                         |
| 1982             | Sons and Daughters     | Patricia Dunne    | episodio # 1.1                    |
| 1981 - 1982      | The Young Doctors      | Maggie Gordon     | 2 episodios                       |
| 1981             | The Patchwork Hero     | Marie             | tv serie                          |
| -                | Skyways                | Marie Newman      | episodio "Tahitian Roulette"      |
| 1981             | Outbreak of Love       | Josie Von Flugel  | miniserie                         |

### Películas
| Año  | Título                                 | Personaje   | Notas                  |
| ---- | -------------------------------------- | ----------- | ---------------------- |
| 2003 | Ain't Got No Jazz                      | Acompañante | junto a Vince Colosimo |
| 1999 | Tom's Funeral                          | Cynthia     | junto a Dieter Brummer |
| 1993 | The Flood: Who Will Save Our Children? | Lavonda     | -                      |
| 1982 | Sara Dane                              | -           | -                      |

### Teatro[10]
| Año        | Obra                           | Personaje | Director (a)      | Teatro             | Notas                                                                           |
| ---------- | ------------------------------ | --------- | ----------------- | ------------------ | ------------------------------------------------------------------------------- |
| 1991       | Sailor Beware                  | -         | Peter Whitford    | Marian St. Theatre | junto a Judi Farr, Russell Newman & Maggie Kirkpatrick                          |
| 1991       | Rookery Nook                   | -         | Peter Collingwood | Marian St. Theatre | junto a David Downer, Maggie King, Peter Collingwood & Antonia Murphy           |
| 1988, 1989 | The Barretts of Wimpole Street | -         | John Krummel      | Marian St. Theatre | junto a Philippa Baker, Reg Gillam, Roberta Grant, Peter Rowley & James Wardlaw |
| 1986       | If Winter Comes                | -         | Nigel Bradshaw    | Church Theatre     | junto a Nigel Bradshaw, Melita Jurisic& Andrew Spence                           |
| 1983       | Translations                   | -         | John Tasker       | -                  | junto a Danny Adcock, Simon Burke, Paul English & Robert Menzies                |

## Premios y nominaciones
| Año  | Categoría                               | Premio                      | Serie      | Resultado |
| ---- | --------------------------------------- | --------------------------- | ---------- | --------- |
| 2015 | Best Daytime Star                       | Inside Soap Award           | Neighbours | Ganó      |
| 2012 | Best Daytime Soap                       | Inside Soap Award           | Neighbours | Nominada  |
| 2011 | Best Daytime Star                       | Inside Soap Awards          | Neighbours | Nominada  |
| 2010 | Most Underrated Performer               | TV Tonight Award            | Neighbours | Nominada  |
| 2010 | Best Daytime Soap                       | Dolly Teen Choice Award     | Neighbours | Nominada  |
| 2008 | Best On-Screen Partnership              | Digital Spy Soup Award      | Neighbours | Nominada  |
| 2008 | Most Popular Actress                    | Digital Spy Soup Award      | Neighbours | Nominada  |
| 2006 | I'm A Survivor                          | All About Soap Bubble Award | Neighbours | Nominada  |
| 2005 | Best Female Performance in a Soap Opera | Golden Rose d'Or Award      | Neighbours | Nominada  |